# مارينا مورا
مارينا مورا (بالإسبانية: Marina Mora)‏ هي متسابقة ملكة الجمال وعارضة بيروفية، ولدت في 5 أكتوبر 1979 في Guadalupe District, Pacasmayo ‏ في بيرو.